# Vlad Miriţă
Vlad Miriţă (Târgoviște, 2 de agosto de 1981), más conocido sólo como Vlad, es un cantante rumano de pop y ópera. Representó a Rumanía en el Festival de la Canción de Eurovisión 2008 junto a Nico, donde interpretaron la canción "Pe-o margine de lume".

## Biografía
A los 16 años, Vlad comenzó su capacitación en música. A lo largo de sus años de educación, trabajó junto al Armonia Valahă Choir y se presentaron en varios eventos en su país y en el extranjero. Después de recibir clases privadas con el famoso Maestro Fănăţeanu Corneliu en el 2001, Vlad se unió a un coro de Europa del Este llamado Madrigal. Ganó varios concursos, entre ellos Mamaia, el Festival de Pop Nacional en 2002, y además, fue subcampeón en el festival Internacional de Voces Tenores "Grozăvescu Traian", que se celebró en Lugoj, Rumanía. 

## Eurovisión 2008

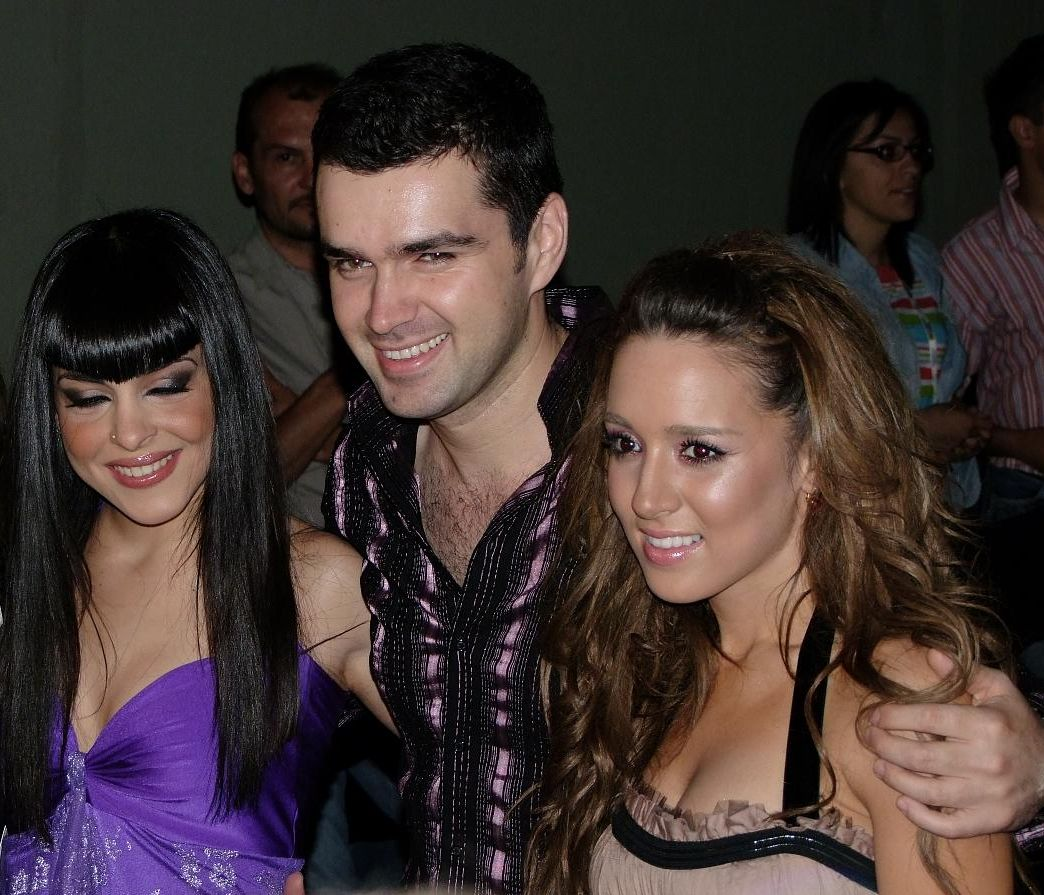
Evdokia Kadi, Vlad Miriță y Kalomira en una fiesta en Belgrado, Serbia en mayo de 2008

El 20 de mayo de 2008, Vlad representó a Rumanía en el Festival de la Canción de Eurovisión 2008 junto a la cantante Nico, e interpretaron la canción "Pe-o margine de lume" que logró pasar a la final donde obtuvo el puesto 20 con 46 puntos.